# Сан-Рафаель-дель-Ріо
Сан-Рафаель-дель-Ріо, Сан-Рафел-дел-Ріу (ісп. San Rafael del Río (офіційна назва), валенс. Sant Rafel del Riu) — муніципалітет в Іспанії, у складі автономної спільноти Валенсія, у провінції Кастельйон. Населення — 550 осіб (2010).

## Географія
Муніципалітет розташований на відстані близько 340 км на схід від Мадрида, 75 км на північний схід від міста Кастельйон-де-ла-Плана.

## Демографія
Динаміка населення (INE ):

## Галерея зображень

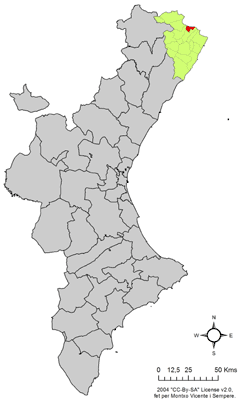
Розташування муніципалітету Сан-Рафаель-дель-Ріо у автономній спільноті Валенсія
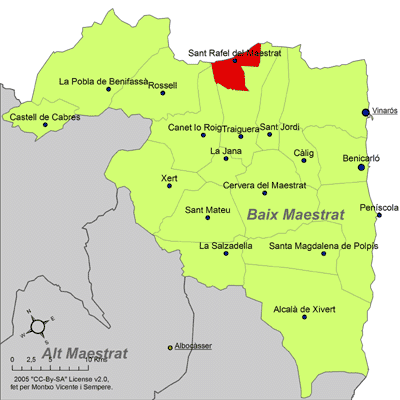
Розташування муніципалітету Сан-Рафаель-дель-Ріо у комарці Бахо-Маестрасго